# Cestni prevoz
Céstni prevòz (ali tudi céstni transpórt) je transport po cestah, tj. transport po kopnem, ki ni železniški v širšem smislu.
Križanec cestnega prevoza in ladijskega transporta je zgodovinski čoln na konjsko vprego.
Prve oblike cestnega prevoza so bili konji in voli, ki so prenašali dobrine po uhojenih poteh, ki so pogosto sledile lovskim stezam. Ko se je trgovanje povečalo, so bile te poti pogosto zravnane ali razširjene, da so zadostile potrebam. S prihodom Rimskega imperija je prišlo do potreb hitrega potovanja vojske iz enega področja na drugega, takrat obstoječe ceste pa so bile pogosto blatne, kar je zelo upočasnilo napredovanje velikih čet. Zato so Rimljani zgradili zelo dobre ceste. Rimske ceste so imele kot spodnjo plast globoke cestne temelje iz drobljenega kamna, da so ceste ostale suhe, saj je voda odtekla iz drobljenca in ni postala blato v glinenih tleh. Legije so dobro uporabile te ceste in nekatere so uporabljene še danes.
Na bolj uporabljenih poteh so bile še dodatne plasti, ki so vsebovale šeststranske sklepnike ali tlakovce, ki so zmanjšali dviganje prahu ter trenje koles. Tlakovci so omogočili rimskim vozovom zelo hitro potovanje, kar je zagotavljalo dobre povezave z rimskimi provincami. Podeželske ceste so bile pogosto tlakovane v smeri proti mestu, da so pridelki stali čisti. V vozilih s konji so bile uporabljene prve oblike vzmeti in blažilnikov, ker prvotni tlakovci niso bili vedno natančno postavljeni.
S prihodom industrijske revolucije so bili razviti prvi motorji na parni pogon, vendar so bili pretežki za običajne ceste in so se uporabili na železnici, kjer je bila teža razporejena na tirnice, kar je tudi zmanjšalo trenje. Omeniti je treba, da je tradicionalna Britanska širina koloseka (ki pa se uporablja tudi v večjem delu Evrope) enaka kot razdalja med kolesi rimskega voza, ta pa je bila pogosta razdalja za vozove od rimskih časov naprej.
V času industrijske revolucije je prišlo do povečanega trgovanja, to pa je potrebovalo izboljšane poti. Težava je bila v tem, da je dež skupaj z zemeljskimi cestami ustvaril blato. Škot McAdam je zasnoval prvo moderno cesto. Razvil je poceni material za tlakovanje iz zemlje in kamnitega agregata (znan tudi kot makadam), prav tako pa je tudi dvignil ceste nekaj decimetrov ali pa kak meter višje od okoliškega terena, da je voda lahko odtekla s površja. Ko je bil ta material premazan še s katranom, da se zmanjša erozija, je postala makadamizirana cesta.
Ko so konjske vprege zamenjali z avtomobili in tovornjaki oz. kamioni in so se povečale hitrosti, so bile potrebne ceste z večjo kapaciteto. V 20. letih 20. stoletja so se pojavile ceste z omejenim dostopom. Njihove glavne značilnosti so bile dvojno vozišče z dostopnimi točkami, omejenimi (vendar ne vedno) na izvennivojska križišča. Dvojno vozišče je omogočalo visoko kapaciteto prometa, blage klančine in krivine skupaj z malo ali nič semaforji pa so dovoljevala višje hitrosti. Kolesarji so že od začetka podpirali boljše ceste.
Prve ceste z omejenim dostopom so bile t. i. Parkways ali avtoceste skozi zelene površine, imenovane zaradi njihovega parkovnega oblikovanja, v območju New Yorka pa so tudi povezovale regionalni sistem parkov. V 30. letih so prišle nemške avtoceste (nemško Autobahn), ki so prinesle višje standarde oblikovanja in višje hitrosti. V tem desetletju so ZDA začele z gradnjo cestninskih avtocest podobno visokih standardov.
Po drugi svetovni vojni se je gradnja cestninskih avtocest v ZDA nadaljevala, z njo pa so oblikovali zvezni sistem avtocest, ki povezuje središča z vsaj 50.000 prebivalci. Prav tako se je začela obsežneje graditi tudi cestna in avtocestna mreža v Evropi. V Sloveniji smo prvo štiripasovno avtocesto dobili leta 1972. S časom in izkušnjami so se dvignili in izoblikovali današnji standardi za projektiranje in gradnjo cest in avtocest.